# Five (Circus Devils)
Five è il quarto album in studio long playing del gruppo Circus Devils, pubblicato negli Stati Uniti nel 2005, sia in vinile che in CD, dalla Fading Captain Series.
I Circus Devil sono uno dei progetti paralleli di Robert Pollard, leader e fondatore dei Guided by Voices.
Tutte le canzoni sono state scritte ed eseguite da Robert Pollard e Todd Tobias.

## Tracce
Lato A
1. The Bending Sea
2. Look Between What's Goin' On
3. Just Touch Them
4. Artheroid Vogue
5. Dog Licking baby
6. Thelonius Has Eaten all the Paper
7. Strain
8. Animal Motel
9. Future For Germs
10. Effective News
11. No Wonder They Don't Stand Tall
12. We Taught Them Rock and Roll

Lato B
1. Eyes Reload
2. Her Noise
3. In The Mood
4. Tell 'Em the Old Man is Coming Down
5. Dolphins of Color
6. Dreaming the Temple
7. The Word Business
8. Headhunter Who Blocks the Sky
9. People Thing
10. You Take the Lead
11. The Other Heart

## Musicisti
- Todd Tobias: basso, batteria, chitarra, tastiere, percussioni
- Robert Pollard: voce